# Erika Pelikowsky

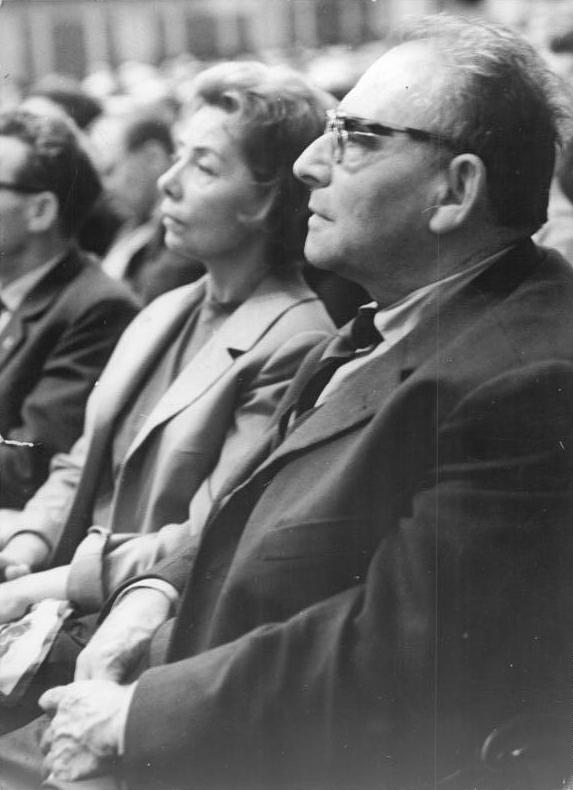
Erika Pelikowsky con Wolfgang Heinz en 1961

Erika Pelikowsky (18 de enero de 1916 - 21 de febrero de 1990) fue una actriz austriaca.

## Biografía
Nacida en Viena, Austria, Erika Pelikowsky completó su formación interpretativa en el Seminario Max Reinhardt, y trabajó en el Burgtheater de Viena desde el año 1939. Tras un interludio en Berlín en el Teatro Schiller (1943/44), en 1945 volvió a Viena. Volvió a trabajar en el Burgtheater, pasando después al Volkstheater de Viena (1946, Baumeister Solness, de Henrik Ibsen, con Albert Bassermann). Con posterioridad formó parte del elenco del Teatro Scala de Viena.
Cuando este último teatro cerró, la mayoría de los actores del Scala fueron al Deutsches Theater de Berlín Este, permaneciendo allí hasta el final de la República Democrática de Alemania, actuando posteriormente en la compañía de Bertolt Brecht, la Berliner Ensemble. Además de sus papeles teatrales, Pelikowsky actuó también en largometrajes de la Deutsche Film AG y en diferentes producciones televisivas.
Erika Pelikowsky falleció en Viena, Austria, en el año 1990. Fue enterrada en el Cementerio Friedhof Adlershof de Berlín. Era madre de Gabriele Heinz y esposa de Wolfgang Heinz.

## Filmografía (selección)
- 1955 : Herr Puntila und sein Knecht Matti
- 1960 : Trübe Wasser
- 1962 : Der Tod hat ein Gesicht
- 1963 : Vanina Vanini (telefilm)
- 1963 : Die Spur führt in den 7. Himmel (serie TV), 5 episodios
- 1964 : Pension Boulanka
- 1964 : Der geteilte Himmel
- 1965 : Die Abenteuer des Werner Holt
- 1966 : Lebende Ware
- 1966/1971 : Der verlorene Engel
- 1968 : Wege übers Land (miniserie TV)
- 1968 : Die Toten bleiben jung
- 1969 : Der Engel im Visier (telefilm)
- 1969 : Nebelnacht
- 1970 : Jeder stirbt für sich allein (miniserie TV)
- 1970 : Unterwegs zu Lenin
- 1972 : Der Dritte
- 1972 : Die große Reise der Agathe Schweigert (telefilm)
- 1974 : Der nackte Mann auf dem Sportplatz
- 1976 : Beethoven – Tage aus einem Leben
- 1976 : Daniel Druskat (miniserie TV)
- 1977 : Die Flucht
- 1978 : Der Meisterdieb (telefilm)
- 1979 : Abschied vom Frieden (miniserie TV)
- 1980 : Levins Mühle
- 1980 : Gevatter Tod (telefilm)
- 1980 : Muhme Mehle (telefilm)
- 1984 : Polizeiruf 110 (serie TV, episodio Das vergessene Labor
- 1985 : Flug des Falken (miniserie TV)
- 1987 : Einzug ins Paradies (serie TV)

## Teatro
- 1951 : Juri Burjakowski: Julius Fucik, dirección de Wolfgang Langhoff (Deutsches Theater Berlin)
- 1951 : Johann Wolfgang von Goethe: Egmont, dirección de Wolfgang Langhoff (Deutsches Theater Berlin)
- 1959 : Máximo Gorki: Sommergäste, dirección de Wolfgang Heinz (Deutsches Theater Berlin)
- 1961 : Antón Chéjov: El jardín de los cerezos, dirección de Wolfgang Heinz (Deutsches Theater Berlin)
- 1962 : Oldřich Daněk: Die Heirat des Heiratschwindlers, dirección de Horst Drinda (Deutsches Theater Berlin)
- 1962 : Friedrich Schiller: Wilhelm Tell, dirección de Wolfgang Langhoff (Deutsches Theater Berlin)
- 1962 : George Bernard Shaw: Haus Herzenstod, dirección de Wolfgang Heinz (Deutsches Theater Berlin)
- 1963 : León Tolstói: Guerra y paz, dirección de Wolfgang Heinz/Hannes Fischer (Volksbühne Berlin)
- 1965 : Jean Bruller: Zoo oder der menschenfreundliche Mörder, dirección de Boyan Danovski (Deutsches Theater Berlin)
- 1967 : Máximo Gorki: Feinde, dirección de Wolfgang Heinz (Deutsches Theater Berlin)
- 1967 : Friedhold Bauer: Baran oder die Leute im Dorf, dirección de Friedo Solter (Deutsches Theater Berlin)
- 1968 : Johann Wolfgang von Goethe: Fausto, dirección de Wolfgang Heinz/Adolf Dresen (Deutsches Theater Berlin)
- 1969 : Mathias Braun (a partir de Eurípides): Die Troerinnen, dirección de Wolfgang Heinz (Deutsches Theater Berlin)
- 1971 : Bertolt Brecht: La vida de Galileo, dirección de Fritz Bennewitz (Berliner Ensemble)
- 1972 : Erwin Strittmatter: Katzgraben, dirección de B. K. Tragelehn (Berliner Ensemble)
- 1973 : Bertolt Brecht: Turandot oder der Kongress der Weißwäscher, dirección de Wolfgang Pintzka/Peter Kupke (Berliner Ensemble)
- 1975 : Karl Mickel: Celestina, dirección de Jürgen Pörschmann/ Günter Schmidt (Berliner Ensemble)
- 1976 : Bertolt Brecht: El círculo de tiza caucasiano, dirección de Peter Kupke (Berliner Ensemble)
- 1977 : Bertolt Brecht a partir de Jakob Michael Reinhold Lenz: Der Hofmeister, dirección de Peter Kupke (Berliner Ensemble)
- 1982 : Friedrich Dürrenmatt: Los físicos, dirección de Jochen Ziller (Berliner Ensemble)

## Radio
- 1961 : Reszö Szirmai: Jedermanns Weihnachtsbaum, dirección de Fritz-Ernst Fechner (Rundfunk der DDR)
- 1963 : Rolf Schneider: Der Ankläger, dirección de Fritz Göhler (Rundfunk der DDR)
- 1963 : Aleksandr Ostrovski: Der Wald, dirección de Hans Knötzsch (Rundfunk der DDR)
- 1964 : Efraim Kishón: Der Blaumilchkanal, dirección de Helmut Hellstorff (Rundfunk der DDR)
- 1965 : Richard Groß: Der Experte ist tot, dirección de Wolfgang Brunecker (Rundfunk der DDR)
- 1966: Bertolt Brecht: Das Verhör des Lukullus, dirección de Kurt Veth (Rundfunk der DDR)
- 1967 : Leonid Maximowitsch Leonow: Professor Skutarewski, dirección de Helmut Hellstorff (Rundfunk der DDR)
- 1970 : Finn Havrevold: Katastrophe, dirección de Helmut Hellstorff (Rundfunk der DDR)
- 1970 : Chingiz Aitmátov: Die Straße des Sämanns, dirección de Werner Grunow (Rundfunk der DDR)
- 1970 : Stephan Hermlin: Scardanelli, dirección de Fritz Göhler (Rundfunk der DDR)
- 1971 : Zofia Posmysz: Ave Maria, dirección de Helmut Hellstorff (Rundfunk der DDR)
- 1972 : Jerzy Gieraltowsky: Minen und Eier, dirección de Zbigniew Kopalko (Rundfunk der DDR)
- 1974 : Giorgio Bandini: Der verschollene Krieger Peter Groeger (Rundfunk der DDR)
- 1974 : James Ngugi: Der schwarze Eremit, dirección de Albrecht Surkau (Rundfunk der DDR)
- 1974 : Joachim Walther: Randbewohner, dirección de Werner Grunow (Rundfunk der DDR)
- 1975 : Gerhard Rentzsch: Der Nachlaß, dirección de Joachim Staritz (Rundfunk der DDR)
- 1977 : Carlos Coutinho: Die letzte Woche vor dem Fest, dirección de Helmut Hellstorff (Rundfunk der DDR)
- 1981 : Aleksandr Kuprín: Olessja, dirección de Norbert Speer (Rundfunk der DDR)